# Sanhédriah
Sanhédriah est un quartier haredi au nord de Jérusalem, à l'est de l'avenue Golda Meïr et contigu au quartier de Ramat Eshkol.

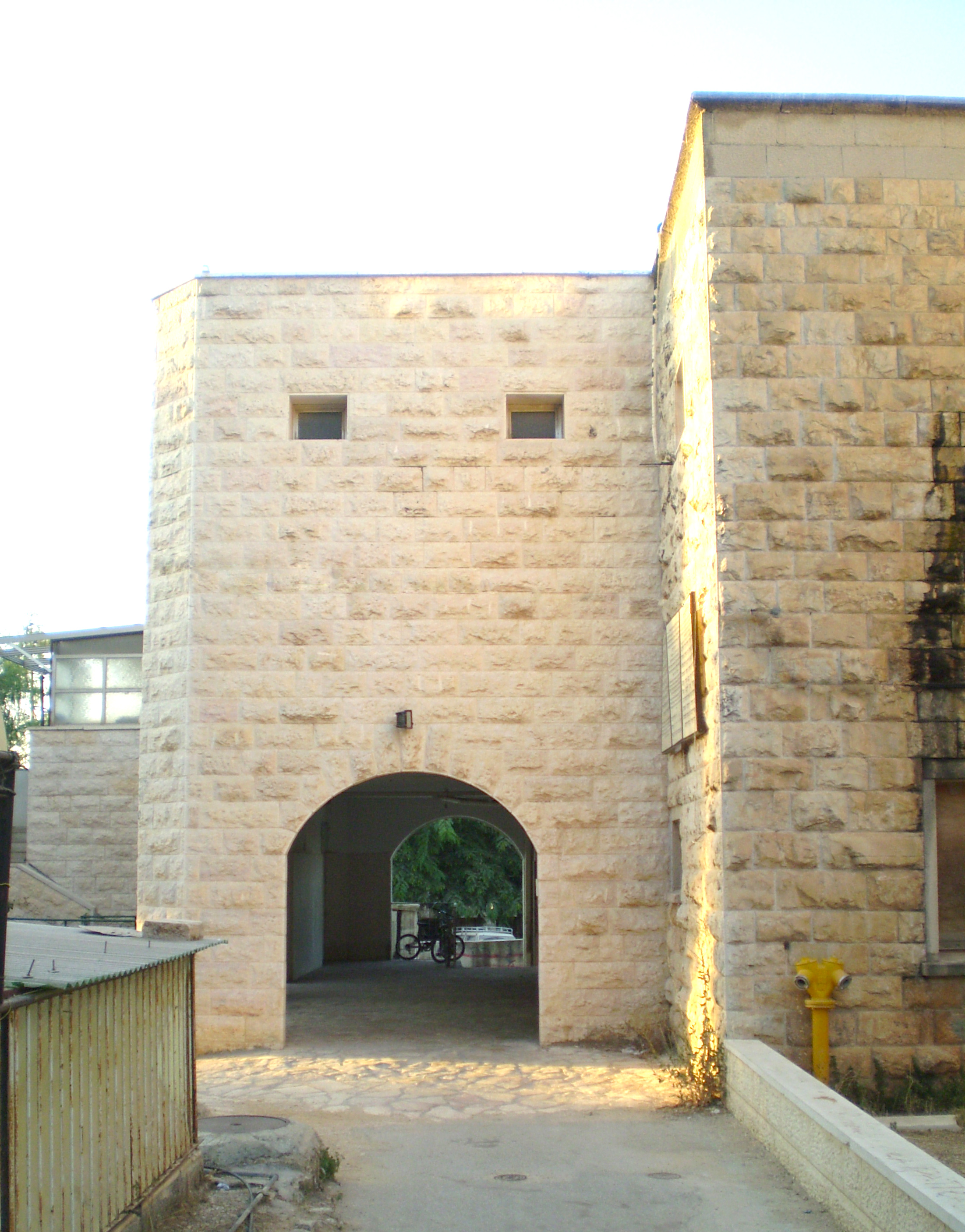
Synagogue du Pagi à Sanhédria

Le quartier doit son nom au sanhédrin. Les membres de cette assemblée sont en effet réputés avoir été enterrés à proximité, dans les tombes du Sanhédrin datant de l'époque du Second Temple.
Le quartier a été fondé après 1948 à proximité de la ligne qui séparait les quartiers est et ouest de Jérusalem jusqu'en 1967. C'est dans ce quartier que fut établi le Cimetière de Sanhédriah, en remplacement du cimetière du Mont des Oliviers qui était alors en secteur jordanien. Parmi les personnalités qui y sont enterrés, on compte Moshé Botschko, Antoinette Feuerwerker, David Feuerwerker, Yitzhak HaLevi Herzog, Aryeh Levin,Gershom Scholem,  Ovadia Yosef.
Après 1967, le quartier fut agrandi vers le nord avec la construction du quartier Sanhédriah Murhevet (Sanhédriah élargie).
En mai 2008, une carrière de pierre datant de la période du Second Temple y a été mis au jour. Ses pierres auraient servi à l'édification du Kotel et de la troisième muraille de Jérusalem.